# Avenida Abílio Machado
Avenida Abílio Machado é uma das principais vias da Regional Noroeste de Belo Horizonte, Minas Gerais. A avenida se destaca por concentrar um comércio diversificado, incluindo lojas, supermercados, bancos e serviços variados, sendo um importante eixo econômico e de circulação da região.
Tem início no entroncamento com a Avenida Ivaí, no bairro Dom Bosco, e termina no cruzamento com a Avenida Heráclito Mourão de Miranda, na divisa entre os bairros Alípio de Melo e Glória. Seu prolongamento em Belo Horizonte é a Rua Imperial, frequentemente confundida com a própria avenida, pois ao cruzar a divisa com o município de Contagem, a Rua Imperial passa a se chamar novamente Avenida Abílio Machado.